# Hermann von Struve

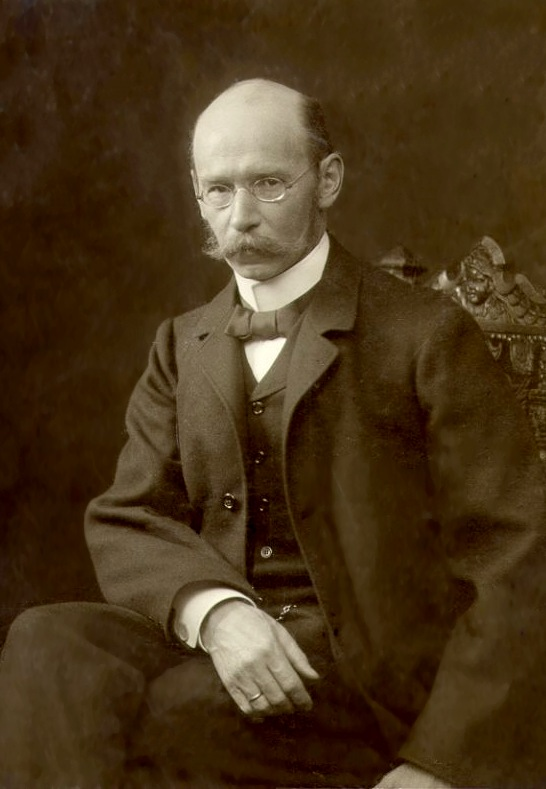
Hermann von Struve

Karl Hermann von Struve (* 21. Septemberjul. / 3. Oktober 1854greg. in Pulkowo bei Sankt Petersburg; † 12. August 1920 in Herrenalb, Schwarzwald) war ein deutsch-baltischer Astronom und Mathematiker.

## Leben
Struve war der Sohn des Astronomen Otto von Struve und der Bruder des Astronomen Ludwig von Struve.
Ab 1872 studierte Struve an der Kaiserlichen Universität Dorpat Mathematik und Astronomie. Nach diesem Studium bekam er 1877 eine Anstellung an der Sternwarte in Pulkowo. Von hier aus ging er zu weiteren Studien nach Paris, Straßburg, Berlin und Graz und schloss diese Studien 1882 mit der Promotion in Dorpat ab.
Anfang des darauffolgenden Jahres wurde Struve zum Hilfsastronomen von Pulkowo ernannt. 1890 erfolgte seine Beförderung zum leitenden Astronomen. 1895 erhielt er einen Ruf an die Universität Königsberg und wurde noch im selben Jahr zum Leiter der Königsberger Sternwarte ernannt.
1903 wurde Struve mit der Goldmedaille der Royal Astronomical Society ausgezeichnet. 1904 nahm er das Amt eines Direktors der Berliner Sternwarte an. Unter seiner Leitung wurde diese erheblich erweitert und 1911 wegen der besseren Lichtverhältnisse nach Neubabelsberg – Teil des späteren Babelsberg – in die Allee nach Klein Glienicke verlegt. 1904 wurde ihm der Titel Geh. Regierungsrat verliehen. Die Preußische Akademie der Wissenschaften in Berlin nahm ihn als ordentliches Mitglied auf, ab 1911 war er korrespondierendes Mitglied der Bayerischen Akademie der Wissenschaften. Im Jahr 1919 übernahm sein Sohn Georg von Struve die Leitung des Observatoriums.

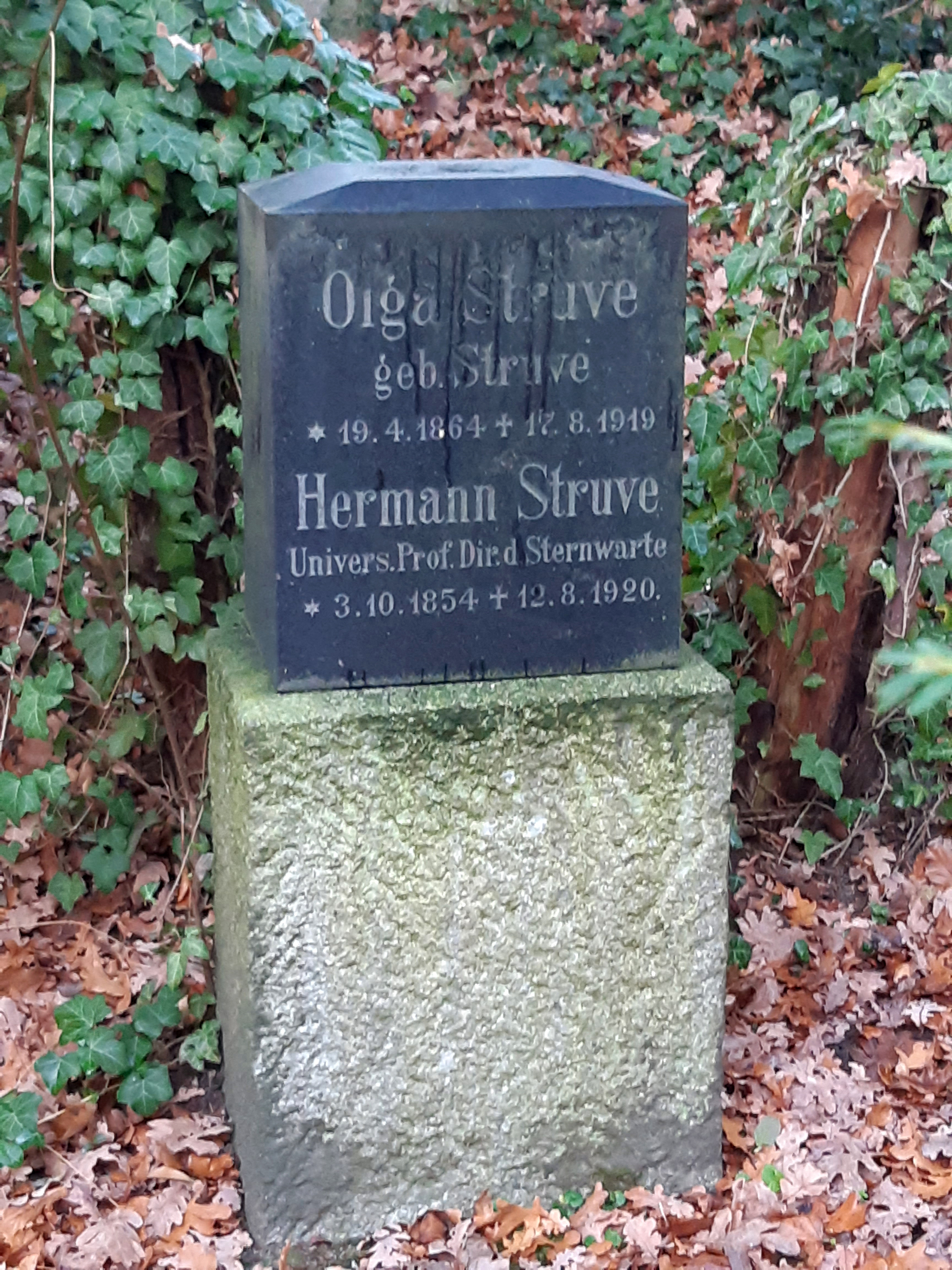
Grabstein auf dem Alten Friedhof Klein-Glienicke.

Die noch heute gültige Theorie der Bewegung der Saturntrabanten geht auf Hermann von Struve zurück.
In der Mathematik ist die Struve-Funktion {\displaystyle H_{\alpha }(x)} nach ihm benannt.

## Familie
Hermann von Struve heiratete 1912 Marie Mock (1886–1938). Aus der Ehe gingen 2 Söhne hervor.
Der Astronom Georg von Struve ist ein Sohn der Familie.
Struve wurde auf dem Alten Friedhof Klein-Glienicke beigesetzt.

## Publikationen
- Über den Einfluss der Diffraction an Fernröhren auf Lichtscheiben. Akademie, St.-Petersbourg 1882. (Digitalisat)
- Zur Theorie der Talbot'schen Linien. Akademie, St.-Petersburg 1883.
- Landkarten, ihre Herstellung und ihre Fehlergrenzen. Springer, Berlin 1887.
- Beobachtungen des Neptunstrabanten am 30-zölligen Pulkowaer Refractor. Eggers, St. Petersburg 1894.
- Mikrometermessungen von Doppelsternen: ausgeführt am 30-Zöll. Refractor Pulkowa. Akademie, St.-Petersburg 1901.
- Beobachtungen von Flecken auf dem Planeten Jupiter am Refractor der Königsberger Sternwarte. Akademie der Wissenschaften, Berlin 1904.
- Antrittsrede. (Als Direktor der Sternwarte Berlin. Aus: Sitzungsberichte der Königlich Preussischen Akademie der Wissenschaften.) 1905.
- Zur Darstellung der Beobachtungen von Phoebe. 1905
- Bestimmung der Säcularbewegung des V. Jupitermondes. 1906
- Eclipses and transits of the satellites of Saturn, occurring in the year 1907. 1907.
- Beobachtungen des Saturnstrabanten Titan am Königsberger und Berliner Refractor.  Akademie der Wissenschaften, Berlin 1907.
- Die Polhöhe von Königsberg: Resultate der von H. Struve und F. Rahnenführer in den Jahren 1899/1900 und 1905/1907 nach der Horrebowmethode angestellten Beobachtungen. (Gemeinsam mit Friedrich Rahnenführer) 1908.
- Über die Vorteile der Anwendung eines Reversionsprismas bei Doppelsternmessungen. 1911.
- Über die Lage der Marsachse und die Konstanten im Marssystem. 1911.
- Oberon und Titania. Akademie der Wissenschaften, Berlin 1912.
- Bahnen der Uranustrabanten: erste Abteilung Oberon und Titania. Akademie der Wissenschaften, Berlin 1912.
- 1. Bestimmung der Parallaxe von 61 Cygni aus Deklinationsdifferenzen gegen sieben benachbarte Sterne. (Gemeinsam mit Walter Hassenstein) 1914.
- Mittlere Örter von 2338 Vergleichsternen für 1865.0 abgeleitet aus Beobachtungen am alten Pistorschen Meridiankreise in den Jahren 1855–1868. Dümmler, Berlin 1914.
- Prüfung der Uhrwerke an den Äquatorealen der Babelsberger Sternwarte. 1918.
- Die neue Berliner Sternwarte in Babelsberg. Dümmler, Berlin 1919.
- Bericht über die Geschichte des Fixsternhimmels. 1920.